# Ryzykowny interes
Ryzykowny interes (ang. Risky Business) – amerykańska komedia z 1983 roku.

## Główne role
- Tom Cruise - Joel Goodsen
- Rebecca De Mornay - Lana
- Joe Pantoliano - Guido
- Richard Masur - Rutherford
- Bronson Pinchot - Barry
- Curtis Armstrong - Miles
- Nicholas Pryor - Ojciec Joela
- Janet Carroll - Matka Joela
- Shera Danese - Vicki
- Raphael Sbarge - Glenn
- Bruce A. Young - Jackie
- Kevin Anderson - Chuck
- Sarah Partridge - Kessler

## Fabuła
Joel mieszka na przedmieściach Chicago. Rodzice zostawiają go samego w domu, chłopak korzysta z tego. Dzięki swoim kumplom poznaje Lanę, która jest call-girl. Kiedy porsche jego ojca wpada do jeziora, chłopak, by je odzyskać, decyduje się na szalony pomysł – swój dom zamienia w dom publiczny.

## Nagrody i nominacje
Złote Globy 1983
- Najlepszy aktor w komedii lub musicalu - Tom Cruise (nominacja)